# Abraxas kanoi
Abraxas kanoi är en fjärilsart som beskrevs av Inoue 1970. Abraxas kanoi ingår i släktet Abraxas och familjen mätare. Inga underarter finns listade i Catalogue of Life.